# Ian Marter
Ian Don Marter (Coventry, 28 ottobre 1944 – Londra, 28 ottobre 1986) è stato un attore e scrittore britannico.

## Biografia
Figlio di Donald Marter e Helen Donaldson, laureato ad Oxford nel 1969, inizia a lavorare a diversi spettacoli teatrali al Bristol Old Vic, per iniziare poi in ruoli minori in televisivi. Nel 1972 interpreta il ruolo di Harry Sullivan nella serie Doctor Who, ricevendo grossa popolarità. L'anno prima aveva fatto il provino per il ruolo di Mike Yates, ma a causa di problemi contrattuali, non si concretizzò. Nonostante ciò, il ruolo di Marter nella serie durò solo una stagione. In seguito continuò con altri ruoli in teatro e scrisse diversi libri e sceneggiature legate al Doctor Who. Morì nel 1986 a 42 anni a causa delle complicazioni dovute al diabete, da cui era sofferente da molto tempo.

## Filmografia
- Il dottor Faustus (Doctor Faustus), regia di Richard Burton e Nevill Coghill (1967)
- L'abominevole dottor Phibes (The Abominable Dr. Phibes), regia di Robert Fues (1971)
- Holly - serie televisiva, 1 episodio (1972)
- Six Days of Justice - serie televisiva, 1 episodio (1973)
- Play for Today - serie televisiva, 1 episodio (1973)
- The Venturers - serie televisiva, 1 episodio (1975)
- Doppia sentenza (Softly Softly: Task Force) - serie televisiva, 1 episodio (1975)
- Doctor Who - serie televisiva, 31 episodi (1973-1975)
- North & South, regia di Rodney Bennett - miniserie televisiva (1975)
- The Brothers - serie televisiva, 1 episodio (1976)
- Il tocco della medusa (The Medusa Touch), regia di Jack Gold (1978)
- Crown Court - serie televisiva, 10 episodi (1972-1978)
- The Waterloo Bridge Handicap, regia di Ross Cramer - cortometraggio (1978)
- Hazell - serie televisiva, 1 episodio (1979)
- Omnibus - serie televisiva, 1 episodio (1979)
- ITV Playhouse - serie televisiva, 1 episodio (1980)
- BBC2 Playhouse - serie televisiva, 1 episodio  (1981)
- Shine on Harvey Moon - serie televisiva, 1 episodio (1984)
- Fell Tiger, regia di Stephen Butcher - miniserie televisiva (1985)
- L'asso della Manica (Bergerac) - serie televisiva, 1 episodio (1985)
- King of the Ghetto - serie televisiva, 1 episodio (1986)
- The Return of Sherlock Holmes - serie televisiva, 1 episodio (1986)